# Dyah Pitaloka Citraresmi
Dyah Pitaloka Citraresmi o Citra Rashmi (1340–1357), fue una princesa del Reino de la Sonda en Java occidental. Según el Pararaton o Libro de los Reyes, le fue propuesto casarse con Hayam Wuruk, el joven nuevo rey de Majapahit que mostró gran deseo de tomarla como su reina. Sin embargo, en la tragedia conocida como El incidente de Bubat, la princesa se suicidó. La tradición la describe como una joven de extraordinaria belleza.

## Propuesta de boda
Hayam Wuruk, rey de Majapahit decidió, probablemente por razones políticas, tomar a la princesa Citra Rashmi (Pitaloka) como su cónyuge. Era una hija de Prabu Maharaja Lingga Buana del reino de Sonda. Patih Madhu, una casamentera de Majapahit fue enviada al reino para pedir su mano en matrimonio real. Encantado por la propuesta y viendo la oportunidad de forjar una alianza con Majapahit, el reino más poderoso de la región, el rey de Sonda dio su bendición y decidió acompañar a su hija a Majapahit para la boda.
En 1357 el rey de Sonda y la familia real llegaron a Majapahit después de navegar a través del Mar de Java, acampando en la plaza Bubat en la zona norte de Trowulan, ciudad capital de Majapahit, aguardando a ser llamados para la ceremonia de boda. Sin embargo, Gajah Mada, el primer ministro de Majapahit, vio el acontecimiento como una oportunidad de exigir a Sonda la sumisión a Majapahit, e insistió en que en vez de como reina de Majapahit, la princesa fuera presentada como regalo de sumisión y tratada como mera concubina del rey de Majapahit. El rey de Sonda se enojó y sintió humillado por la propuesta de Gajah Mada.

## Suicidio de la princesa
Como resultado, una escaramuza popularmente conocida como Batalla de Bubat tuvo lugar en la plaza Bubat entre el ejército Majapahit y la familia real de Sonda en defensa de su honor. A pesar de su valiente resistencia, la familia real fue superada y diezmada por el ejército Majapahit con casi todo el cortejo real masacrado en la tragedia. La tradición menciona que la princesa desconsolada tomó su propia vida para defender el honor y orgullo de su país.
Según la tradición, la muerte de Dyah Pitaloka fue llorada por Hayam Wuruk y la población entera del reino de Sonda que había perdido a la mayoría de miembros de su familia real. Su acción y el valor de su padre fueron reverenciados como actos nobles de honor, valor y dignidad en la tradición sondanesa. Su padre, Prabu Maharaja Lingga Buana fue venerado por los sondaneses como Prabu Wangi (en sondanés, rey de agradable fragancia) debido a su acto heroico para defender su honor contra Majapahit. Sus descendientes, los reyes posteriores de Sonda, fueron llamados Siliwangi (hijos de Wangi). Esta tragedia dañó gravemente la relación entre los dos reinos y resultó en una duradera hostilidad que se alargó a lo largo del tiempo, la situación nunca regresó a la normalidad. Gajah Mada enfrentó la oposición, recelo y burla en la corte Majapahit debido a su acto deplorable que no fue del gusto de los nobles Majapahit y minó su influencia sobre el rey Hayam Wuruk.
La historia de la princesa Pitaloka y la batalla de Bubat es el tema principal del Kidung Sunda mientras un relato histórico, el Pasunda Bubat es también mencionado en Pararaton, pero no en el Nagarakretagama.